# گورستان سرتشنیز
گورستان سرتشنیز مربوط به دوره قاجار است و در شهرستان کیار، بخش مرکزی، روستای سرتشنیز واقع شده و این اثر در تاریخ ۸ مرداد ۱۳۸۱ با شمارهٔ ثبت ۶۰۰۱ به‌عنوان یکی از آثار ملی ایران به ثبت رسیده است.